# Spacewar!
Spacewar! — одна з перших відомих цифрових комп'ютерних ігор. Задумали гру в 1961, з метою реалізації її на DEC PDP-1 в Массачусетському технологічному інституті. Стів Рассел почав писати програму, а до лютого 1962 він створив перший варіант. Це зайняло приблизно 200 годин роботи.

## Ігровий процес
Основний ігровий процес Spacewar має два збройних космічних корабля, які намагаються стріляти один в одного, маневруючи в невагомості між зірок. Кораблі обстрілювали ракетами, які рухалися під дією сили тяжіння. У кожного корабля була обмежена кількість ракет і обмежений запас палива. Функція гіперпростору могла бути використана як останній засіб обходу ворожих ракет, але поява гіперпростору відбувалася у випадковому місці і була ймовірність того, що корабель вибухне при використанні.
Гравець може контролювати обертання за годинниковою стрілкою і проти годинникової стрілки, тягу, стрілянину і гіперпростір. Спочатку гра контролювалася за допомогою перемикачів на передній панелі (по чотири для кожного гравця), але з часом стало ясно, що вони дуже швидко зношуються при звичайній грі. Більшість гравців стало використовувати призначені для користувача провідні блоки управління.